# Antidaphne punctulata
Antidaphne punctulata là một loài thực vật có hoa trong họ Santalaceae. Loài này được (Clos) Kuijt mô tả khoa học đầu tiên năm 1988.